# 青木雄造
青木 雄造（あおき ゆうぞう、1917年2月15日 - 1982年7月4日）は、日本の英国小説研究者、東京大学名誉教授。

## 来歴
官吏であった父の赴任先の沖縄県で生まれる。旧姓は堀口。1939年に東京帝国大学英文科卒、翌年から四年間、軍隊生活を送る。その間、結婚し青木姓となった。43年、東亜研究所研究員を経て、1946年、東京産業大学予科講師、翌47年、一橋大学助教授、1953年に東大文学部英文科助教授、1965年に教授。1977年定年退官し名誉教授。明治学院大学教授になるも病気のため二年で退職。この間、文部省大学設置審議会専門委員、日本英文学会会長。
グレアム・グリーンやイヴリン・ウォーを中心とする現代イギリス小説に造詣が深い。

## 人物
- 該博な知識と教養、英語力を持ちながら、生前には著書は一冊も出版しなかった。教授昇進の際に困り、原稿をまとめて出版社へ持って行き、刊行予定ということで教授会を通過したが、原稿は出版社から取り戻した。
- 弟子（恐らく小池滋）と共訳（恐らく『荒涼館』）出版をすることになり、青木自身は前半を受け持ったが、青木がまるで仕事をしないので、小池が前へさかのぼって訳し、遂に第二章まで達してしまったという。定年退官後、退官記念論文集を作ろうとしたが、本人の原稿が出来上がらないため、遂に追悼記念論集になってしまった（井上健『翻訳街裏通り』研究社より）。

## 著書・論集
- 青木雄造著作集 全1巻、南雲堂 1986。小池滋編
- イギリス／小説／批評－青木雄造先生追悼論集
小池滋･高松雄一･野島秀勝･前川祐一編、南雲堂 1986

## 翻訳
- ラ・メトリ著作集 上巻 杉捷夫共訳 実業之日本社 1949
- グレアム・グリーン選集 第7巻 二十一の短篇 瀬尾裕共訳 早川書房 1955、のち「全集」
- 九つの答 ジョン・ディクスン・カー 早川書房 1958
- 現代英文学の五十年 R.A.スコット＝ジェイムズ 朱牟田夏雄共訳 英宝社 1960
- グレアム・グリーン選集 第9巻 落ちた偶像　早川書房 1960、のち「全集」
- グレアム・グリーン選集 第7巻 密使 早川書房 1962、のち「全集」
- チャールズ・ディケンズ 荒涼館 小池滋共訳 「世界文学全集 29」筑摩書房 1969／ちくま文庫（全4巻）1989

## 編著
- 20世紀英米文学案内 24 グレアム・グリーン 青木雄造編 研究社出版 1971、のち新版